# Ammonicera japonica
Ammonicera japonica is een slakkensoort uit de familie van de Omalogyridae. De wetenschappelijke naam van de soort is voor het eerst geldig gepubliceerd in 1972 door Habe.